# Смит, Говард Ворт
Говард Ворт Смит (англ. Howard Worth Smith; 2 февраля 1883, Брод-Ран, Виргиния, США — 3 октября 1976, Александрия, Виргиния, США) — американский конгрессмен-демократ от штата Виргиния. Влиятельный участник неофициальной консервативной коалиции, противостоявшей либералам в Конгрессе.

## Биография

### Ранние годы
Говард Смит родился в небольшом городке Брод-Ран в округе Фокье (штат Виргиния). Сначала проходил обучение в государственной школе, а затем поступил в Бетельскую военную академию в городе Уоррентон, которую закончил в 1901 году. После академии — поступил на юридический факультет Университета Виргинии в Шарлотсвилле. В 1904 году был допущен к адвокатской практике, которую начинал в Александрии (Виргиния). Во время Первой мировой войны служил помощником главного консультанта Федеральной управления хранения иностранного имущества. С 1918 по 1922 годы являлся прокурором штата в Александрии. В 1922—1930 годы занимал пост судьи, одновременно работая в сфере банковского дела и сельскохозяйственного производства.

### Лидер «Консервативной коалиции»
В 1930 году Говард Смит был избран в Конгресс США, и вошёл в историю как автор «Акта о регистрации иностранцев» 1940 года («Акта Смита»). В частности, он разрабатывал ту часть закона, которая направлена против подрывной деятельности. В Конгрессе Смит был лидером Консервативной коалиции, стоявшей в оппозиции к Национальному совету по трудовым отношениям (НСТО, National Labor Relations Board). Консерваторы создали специальный Комитет Конгресса по расследованию деятельности НСТО, главой которого стал Смит, а противники «Нового курса» составляли большинство. Целью расследования должен был стать подрыв общественного доверия не только к Национальному совету, но и к «Новому курсу» в целом.
В июне 1940 года предложенные Комитетом Смита поправки получили с большим перевесом поддержку в Конгрессе. Отчасти этому способствовал «альянс» Смита с Уильямом Грином, президентом Американской федерации труда (АФТ). Руководство АФТ было убеждено, что НСТО контролируется левыми, которые поддерживают Конгресс промышленных профсоюзов (КПП) — радикальное в то время профсоюзное объединение, принимавшее участие в забастовках водителей грузовиков в Миннеаполисе и портовых грузчиков на Западном побережье в 1934 году, а также многих других забастовках середины 1930-х годов.
Сторонники «Нового курса» выступали резко против поправок. Однако Рузвельт уступил, и вывел из состава Национального совета членов, ориентированных на Конгресс промышленных профсоюзов, заменив их людьми, приемлемыми для Смита и руководства Американской федерации труда.
Являясь с 1955 года председателем влиятельного Комитета по процедурным вопросам (United States House Committee on Rules) Смит контролировал законодательную работу Палаты представителей.

### Противостояние законодательству о гражданских правах
Являясь противником расовой интеграции, Смит использовал свою власть председателя Комитета по процедурным вопросам для противодействия голосованию по гражданским правам в Палате представителей Конгресса США. Когда Акт о гражданских правах 1957 года рассматривался в комитете Смита, он сказал:

«Южане никогда не примут цветных как расу людей, имеющих такой же интеллект, образование и общественные навыки, как у белых людей Юга».
Спикер Сэм Рэйберн попытался ограничить власть Смита в 1961 г. Однако Смит объединился с несколькими другими демократами-южанами и республиканцами, и успешно противостоял этой попытке. Смит выступил против Акта о гражданских правах 1964 года. Вместе с тем, именно благодаря поправке Смита в итоговом тексте этого Акта появился запрет на дискриминацию по половой принадлежности в сфере занятости (ряд политиков-современников расценивали эту поправку Смита как попытку сделать более проблематичным принятие закона целиком, а последующие аналитики связывали демарш Смита с желанием отменить действовавшие законы о льготах для женщин на производстве).

### Последние годы
В 1966 году на перевыборах в Конгресс от 8-го избирательного округа Виргинии вопреки ожиданиям вместо Смита от демократов был выдвинут «более либеральный» Джордж Роулингс-мл. (George C. Rawlings, Jr.). Его, однако, победил республиканец Уильям Скотт (William L. Scott), получивший широкую поддержку со стороны консервативных демократов. Смиту пришлось вернуться к адвокатской практике в Александрии. 3 октября 1976 года в возрасте 93 лет он умер, и был похоронен на Джорджтаунском кладбище в родном городе Брод-Ране.